# اليوم العالمي للأسماك المهاجرة
اليوم العالمي للأسماك المهاجرة هو احتفالية عالمية تقام مرة كل سنتين لزيادة الاهتمام العالمي حول الحاجة لاستعادة الروابط النهرية للأسماك المهاجرة للحفاظ على صحة الأسماك وزيادة إنتاجها في الأنهار. سيكون اليوم العالمي للأسماك المهاجرة التالي في يوم 16 أيار (مايو) 2020.

## وصلات خارجية
- المنصة الدولية للهجرة السمكية
- Fish Passage Conference